# Руськоігнашкинська сільська рада
Ру́ськоігна́шкинська сільська рада (рос. Русскоигнашкинский сельский совет) — сільське поселення у складі Грачовського району Оренбурзької області Росії.
Адміністративний центр — село Руськоігнашкино.

## Населення
Населення — 585 осіб (2019; 682 в 2010, 840 у 2002).

## Склад
До складу сільської ради входять:
| Населений пункт       | Населення, осіб (2002) | Населення, осіб (2010) |
| --------------------- | ---------------------- | ---------------------- |
| Абришкіно, село       | 156                    | 118                    |
| Руськоігнашкино, село | 684                    | 564                    |